# Ensemble Ortskern Bernbeuren

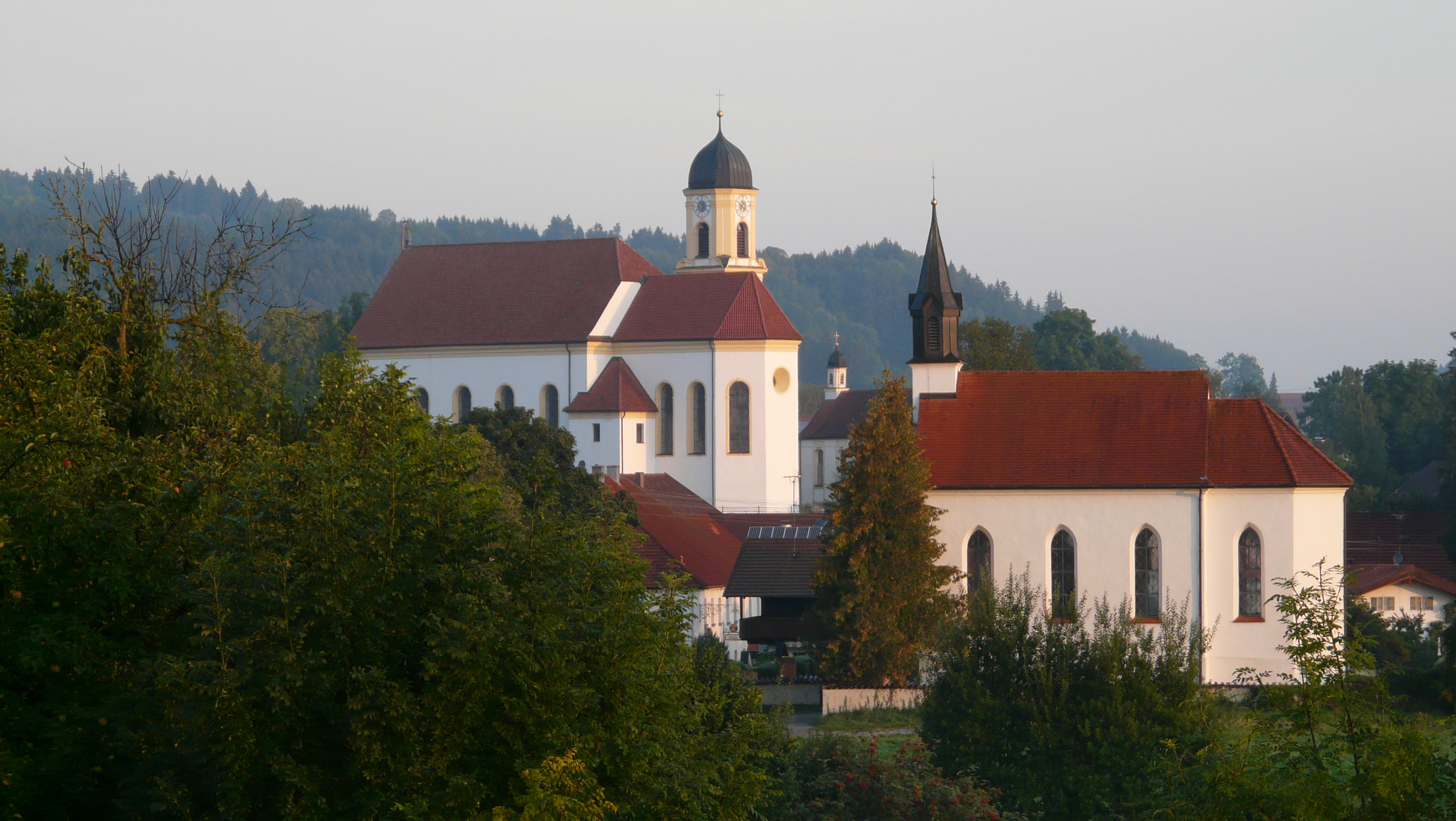
Dreikirchenblick in Bernbeuren

Das Ensemble Ortskern von Bernbeuren, einer Gemeinde im oberbayerischen Landkreis Weilheim-Schongau, ist ein Bauensemble, das unter Denkmalschutz steht.
Es umfasst den Kirchberg mit der angrenzenden Umbauung, die von der Pfarrkirche St. Nikolaus und den zwei Kapellen St. Mariä Heimsuchung und Lourdeskapelle beherrscht wird. Die Bebauung geht auf die Zeit nach dem großen Brand von 1720 zurück, bei der auch durch Johann Georg Fischer bis 1723 die barocke Pfarrkirche über mittelalterlichen Teilen neu entstand. 
An der östlich unterhalb des Kirchbergs entlangziehenden Durchgangsstraße reihen sich locker der große Gasthof der Flößer aus dem 18. Jahrhundert, der Pfarrhof mit Pfarrstadel, die Schmiede und zwei Bauernhöfe. In die Gräben nördlich und südlich des Kirchbergs sind kleine Bauern- und Handwerkeranwesen des 18. und 19. Jahrhunderts vorhanden. Westlich der Kirche schließen sich das Gemeindehaus, ein Bauernhof und ein Gasthaus an.